# Baeckea kandos
Baeckea kandos är en myrtenväxtart som beskrevs av Anthony R. Bean. Baeckea kandos ingår i släktet Baeckea och familjen myrtenväxter. Inga underarter finns listade i Catalogue of Life.